# Llista de medallistes olímpics de voleibol
Aquesta és una llista dels medallistes olímpics de voleibol:

## Medallistes

### Categoria masculina
| Edició               | Or | Argent | Bronze |
| 1964 Tòquio          | Unió SovièticaIvans Bugajenkovs · Nikolay Burobin · Yuri Chesnokov · Vazha K'ach'arava · Valeri Kalachikhin · Vitali Kovalenko · Staņislavs Lugailo · Georgi Mondzolevski · Yuriy Poyarkov · Eduard Sibiryakov · Yuriy Venherovsky · Dmitri Voskoboynikov | TxecoslovàquiaMilan Čuda · Bohumil Golián · Zdeněk Humhal · Petr Kop · Josef Labuda · Josef Musil · Karel Paulus · Boris Perušič · Pavel Schenk · Václav Šmídl · Josef Šorm · Ladislav Toman                                                   | JapóYutaka Demachi · Tokihiko Higuchi · Naohiro Ikeda · Toshiaki Kosedo · Tsutomu Koyama · Masayuki Minami · Teruhisa Moriyama · Yuzo Nakamura · Katsutoshi Nekoda · Yasutaka Sato · Sadatoshi Sugahara · Takeshi Tokutomi          |
| 1968 Ciutat de Mèxic | Unió SovièticaOļegs Antropovs · Ivans Bugajenkovs · Volodímir Bieliàiev · Volodymyr Ivanov · Valeri Kravchenko · Yevhen Lapinsky · Vasilijus Matuševas · Viktor Mikhalchuk · Georgi Mondzolevski · Yuriy Poyarkov · Eduard Sibiryakov · Borys Tereshchuk  | JapóNaohiro Ikeda · Kenji Kimura · Isao Koizumi · Masayuki Minami · Yasuaki Mitsumori · Jungo Morita · Katsutoshi Nekoda · Seiji Oko · Tetsuo Sato · Kenji Shimaoka · Mamoru Shiragami · Tadayoshi Yokota                                      | TxecoslovàquiaBohumil Golián · Zdeněk Groessl · Petr Kop · Drahomír Koudelka · Josef Musil · Vladimír Petlák · Antonín Procházka · Pavel Schenk · Josef Smolka · František Sokol · Jiří Svoboda · Lubomír Zajíček                   |
| 1972 Múnic           | JapóYoshihide Fukao · Kenji Kimura · Masayuki Minami · Jungo Morita · Yuzo Nakamura · Katsutoshi Nekoda · Tetsuo Nishimoto · Yasuhiro Noguchi · Seiji Oko · Tetsuo Sato · Kenji Shimaoka · Tadayoshi Yokota                                               | RDAHorst Hagen · Wolfgang Löwe · Wolfgang Maibohm · Jürgen Maune · Horst Peter · Eckehard Pietzsch · Siegfried Schneider · Arnold Schulz · Rudi Schumann · Rainer Tscharke · Wolfgang Webner · Wolfgang Weise                                  | Unió SovièticaViktor Borshch · Yefim Chulak · Vyacheslav Domani · Vladimir Kondra · Valeri Kravchenko · Yevhen Lapinsky · Vladimir Patkin · Yuriy Poyarkov · Vladimir Putyatov · Aleksandr Saprykin · Yuri Starunsky · Leonid Zayko |
| 1976 Mont-real       | PolòniaBronisław Bebel · Ryszard Bosek · Wiesław Gawłowski · Marek Karbarz · Lech Łasko · Zbigniew Lubiejewski · Mirosław Rybaczewski · Włodzimierz Sadalski · Edward Skorek · Włodzimierz Stefański · Tomasz Wójtowicz · Zbigniew Zarzycki               | Unió SovièticaVladimir Chernyshov · Yefim Chulak · Vladimir Dorokhov · Aleksandr Ermilov · Vladimir Kondra · Oleh Molyboha · Anatoliy Polishchuk · Aleksandr Savin · Pāvels Seļivanovs · Yuri Starunsky · Vladimir Ulanov · Vyacheslav Zaytsev | CubaAlfredo Figueredo · Víctor García · Diego Lapera · Leonel Marshall · Ernesto Martínez · Lorenzo Martínez · Jorge Pérez · Antonio Rodríguez · Carlos Salas · Victoriano Sarmientos · Jesús Savigne · Raúl Vilches                |
| 1980 Moscou          | Unió SovièticaVladimir Chernyshov · Vladimir Dorokhov · Aleksandr Ermilov · Vladimir Kondra · Valeriy Kryvov · Fedir Lashchonov · Viljar Loor · Oleh Molyboha · Yuriy Panchenko · Aleksandr Savin · Pāvels Seļivanovs · Vyacheslav Zaytsev                | BulgàriaYordan Angelov · Dimitar Dimitrov · Stefan Dimitrov · Stoyan Gunchev · Hristo Iliev · Petko Petkov · Kaspar Simeonov · Hristo Stoyanov · Mitko Todorov · Tsano Tsanov · Emil Valtchev · Dimitar Zlatanov                               | RomaniaMarius Căta-Chiţiga · Valter Chifu · Laurenţiu Dumănoiu · Günther Enescu · Dan Gîrleanu · Sorin Macavei · Viorel Manole · Florin Mina · Corneliu Oros · Nicolae Pop · Constantin Sterea · Nicu Stoian                        |
| 1984 Los Angeles     | Estats UnitsDouglas Dvorak · Dave Saunders · Steven Salmons · Paul Sunderland · Rich Duwelius · Steve Timmons · Craig Buck · Marc Waldie · Chris Marlowe · Aldis Berzins · Patrick Powers · Karch Kiraly                                                  | BrasilAmauri · Badalhoca · Bernard · Bernardinho · Domingos Maracanã · Fernandão · Marcus Vinícius · Montanaro · Renan · Rui · William · Xandó                                                                                                 | ItàliaFranco Bertoli · Francesco Dall'Olio · Giancarlo Dametto · Guido De Luigi · Giovanni Errichiello · Giovanni Lanfranco · Andrea Lucchetta · Pier Paolo Lucchetta · Marco Negri · Piero Rebaudengo · Paolo Vecchi · Fabio Vullo |
| 1988 Seül            | Estats UnitsCraig Buck · Bob Ctvrtlik · Scott Fortune · Karch Kiraly · Ricci Luyties · Douglas Partie · Jon Root · Eric Sato · Dave Saunders · Jeff Stork · Troy Tanner · Steve Timmons                                                                   | Unió SovièticaYaroslav Antónov · Yuri Cherednik · Evgeni Krasilnikov · Andrey Kuznetsov · Valeri Losev · Yuriy Panchenko · Igor Runov · Yuri Sapega · Vladimir Shkurikhin · Oleksandr Sorokalet · Raimonds Vilde · Vyacheslav Zaytsev          | ArgentinaDaniel Castellani · Daniel Colla · Hugo Conte · Juan Cuminetti · Esteban de Palma · Alejandro Diz · Waldo Kantor · Esteban Martínez · Raúl Quiroga · Jon Uriarte · Carlos Weber · Claudio Zulianello                       |
| 1992 Barcelona       | BrasilAmauri · Carlão · Douglas · Giovane · Janelson · Jorge Edson · Maurício · Marcelo Negrão · Paulão · Pampa · Talmo · Tande | Països BaixosEdwin Benne · Peter Blangé · Ron Boudrie · Henk-Jan Held · Martin van der Horst · Marko Klok · Olof van der Meulen · Jan Posthuma · Avital Selinger · Martin Teffer · Ronald Zoodsma · Ron Zwerver                                | Estats UnitsNick Becker · Carlos Briceno · Bob Ctvrtlik · Scott Fortune · Dan Greenbaum · Brent Hilliard · Bryan Ivie · Douglas Partie · Bob Samuelson · Eric Sato · Jeff Stork · Steve Timmons                                     |
| 1996 Atlanta         | Països BaixosPeter Blangé · Guido Görtzen · Rob Grabert · Henk-Jan Held · Misha Latuhihin · Jan Posthuma · Brecht Rodenburg · Richard Schuil · Bas van de Goor · Mike van de Goor · Olof van der Meulen · Ron Zwerver                                     | ItàliaLorenzo Bernardi · Vigor Bovolenta · Marco Bracci · Luca Cantagalli · Andrea Gardini · Andrea Giani · Pasquale Gravina · Marco Meoni · Samuele Papi · Andrea Sartoretti · Paolo Tofoli · Andrea Zorzi                                    | IugoslàviaVladimir Batez · Dejan Brđović · Đorđe Đurić · Andrija Gerić · Nikola Grbić · Vladimir Grbić · Rajko Jokanović · Slobodan Kovač · Đula Mešter · Žarko Petrović · Željko Tanasković · Goran Vujević                        |
| 2000 Sydney          | IugoslàviaVladimir Batez · Slobodan Boškan · Andrija Gerić · Nikola Grbić · Vladimir Grbić · Slobodan Kovač · Đula Mešter · Vasa Mijić · Ivan Miljković · Veljko Petković · Goran Vujević · Igor Vušurović                                                | RússiaAleksandr Gerasimov · Valeri Goryushev · Alexey Kazakov · Vadim Khamuttskikh · Aleksey Kuleshov · Evgeni Mitkov · Ruslan Olikhver · Ilya Savelev · Igor Shulepov · Sergey Tetyukhin · Konstantin Ushakov · Roman Iàkovlev                | ItàliaMarco Bracci · Mirko Corsano · Alessandro Fei · Andrea Gardini · Andrea Giani · Pasquale Gravina · Luigi Mastrangelo · Marco Meoni · Samuele Papi · Simone Rosalba · Andrea Sartoretti · Paolo Tofoli                         |
| 2004 Atenes          | BrasilAnderson Rodrigues · André · André Heller · Dante · Giba · Giovane · Gustavo · Maurício · Nalbert · Ricardinho · Rodrigão · Sérgio | ItàliaMatej Cernic · Alberto Cisolla · Paolo Cozzi · Alessandro Fei · Andrea Giani · Luigi Mastrangelo · Samuele Papi · Damiano Pippi · Andrea Sartoretti · Venceslav Simeonov · Paolo Tofoli · Valerio Vermiglio                              | RússiaPavel Abramov · Sergey Baranov · Stanislav Dineykin · Andrey Egorchev · Aleksey Kazakov · Vadim Khamuttskikh · Taras Khtey · Aleksandr Kosarev · Aleksey Kuleshov · Sergey Tetyukhin · Konstantin Ushakov · Aleksey Verbov    |
| 2008 Pequín          | Estats UnitsLloy Ball · Gabe Gardner · Tom Hoff · Rich Lambourne · David Lee · Ryan Millar · William Priddy · Sean Rooney · Riley Salmon · Clay Stanley · Kevin Hansen · Scott Touzinsky                                                                  | BrasilAnderson Rodrigues · André · André Heller · Bruno · Dante · Marcelinho · Giba · Gustavo · Murilo · Rodrigão · Samuel Fuchs · Sérgio | RússiaYury Berezhko · Sergey Grankin · Vadim Khamuttskikh · Aleksandr Korneev · Aleksandr Kosarev · Alexey Kuleshov · Maxim Mikhaylov · Aleksey Ostapenko · Semen Poltavskiy · Sergey Tetyukhin · Aleksey Verbov · Aleksandr Volkov |
| 2012 Londres         | RússiaNikolay Apalikov · Taras Khtey · Sergey Grankin · Sergey Tetyukhin · Alexandr Sokolov · Yury Berezhko · Aleksandr Butko · Dmitriy Muserskiy · Dmitriy Ilinikh · Maxim Mikhaylov · Aleksandr Volkov · Aleksey Obmochaev                              | BrasilBruno Rezende · Wallace de Souza · Sidão · Leandro Vissotto · Giba · Murilo Endres · Sérgio Santos · Thiago Soares Alves · Rodrigão · Lucão · Ricardo Garcia · Dante Amaral                                                              | ItàliaLuigi Mastrangelo · Simone Parodi · Samuele Papi · Michal Lasko · Ivan Zaytsev · Dante Boninfante · Cristian Savani · Dragan Travica · Alessandro Fei · Emanuele Birarelli · Andrea Bari · Andrea Giovi                       |
| 2016 Rio             | BrasilBruno Rezende · Éder Carbonera · Wallace de Souza · William Arjona · Sérgio Santos · Luiz Felipe Fonteles · Maurício Souza · Douglas Souza · Lucas Saatkamp · Evandro Guerra · Ricardo Lucarelli Souza · Maurício Silva                             | ItàliaPasquale Sottile · Luca Vettori · Osmany Juantorena · Simone Giannelli · Salvatore Rossini · Ivan Zaytsev · Filippo Lanza · Simone Buti · Massimo Colaci · Matteo Piano · Emanuele Birarelli · Oleg Antonov                              | Estats UnitsMatt Anderson · Aaron Russell · Taylor Sander · David Lee · Kawika Shoji · William Priddy · Murphy Troy · Thomas Jaeschke · Micah Christenson · Maxwell Holt · David Smith · Erik Shoji                                 |

### Categoria femenina
| Edició               | Or | Argent | Bronze |
| 1964 Tòquio          | JapóYuko Fujimoto · Yuriko Handa · Sata Isobe · Masae Kasai · Masako Kondo · Katsumi Matsumura · Yoshiko Matsumura · Emiko Miyamoto · Setsuko Sasaki · Ayano Shibuki · Yoko Shinozaki · Kinuko Tanida                                          | Unió SovièticaAntonina Ryzhova · Astra Biltauere · Ninel Lukanina · Lyudmila Buldakova · Nelli Abramova · Tamara Tikhonina · Valentina Kamenek · Inna Ryskal · Marita Katusheva · Tatyana Roshchina · Valentina Mishak · Lyudmila Gureeva       | PolòniaHanna Krystyna Busz · Krystyna Czajkowska · Maria Golimowska · Barbara Niemczyk · Krystyna Jakubowska · Danuta Kordaczuk · Krystyna Krupa · Józefa Ledwig · Jadwiga Marko · Jadwiga Rutkowska · Maria Śliwka · Zofia Szczęśniewska     |
| 1968 Ciutat de Mèxic | Unió SovièticaLyudmila Mikhailovskaya · Tatyana Veinberga · Vera Lantratova · Vera Galuskha · Tatyana Sarycheva · Tatyana Ponyaneva · Nina Smoleeva · Inna Ryskal · Galina Leontyeva · Roza Salikhova · Valentina Kamenek                      | JapóSachiko Fukunaka · Makiko Furukawa · Keiko Hama · Setsuko Inoue · Toyoko Iwahara · Youko Kasahara · Yukiyo Kojima · Sumie Oinuma · Aiko Onozawa · Kunie Shishikura · Suzue Takayama · Setsuko Yoshida                                       | PolòniaHalina Aszkiełowicz · Lidia Chmielnicka · Krystyna Czajkowska · Krystyna Jakubowska · Krystyna Krupa · Jadwiga Książek · Józefa Ledwig · Barbara Niemczyk · Krystyna Ostromęcka · Elżbieta Porzec · Zofia Szczęśniewska · Wanda Wiecha |
| 1972 Múnic           | Unió SovièticaLyudmila Borozna · Lyudmila Buldakova · Vera Galushka · Tatyana Gonobobleva · Natalya Kudreva · Galina Leontyeva · Tatyana Ponyaeva · Inna Ryskal · Roza Salikhova · Tatyana Sarycheva · Nina Smoleeva · Liubov Tiúrina          | JapóMakiko Furukawa · Keiko Hama · Takako Iida · Toyoko Iwahara · Katsumi Matsumura · Sumie Oinuma · Mariko Okamoto · Seiko Shimakage · Michiko Shiokawa · Takako Shirai · Noriko Yamashita · Yaeko Yamazaki                                    | Corea del NordHwang He-Suk · Jang Ok-Rim · Jong Ok-Jin · Kang Ok-Sun · Kim Zung-Bok · Kim Myong-Suk · Kim Su-Dae · Kim Yeun-Ja · Paek Myong-Suk · Ri Chun-Ok · Ryom Chun-Ja                                                                   |
| 1976 Mont-real       | JapóYuko Arakida · Takako Iida · Katsuko Kanesaka · Kiyomi Kato · Echiko Maeda · Noriko Matsuda · Mariko Okamoto · Takako Shirai · Shoko Takayanagi · Hiromi Yano · Juri Yokoyama · Mariko Yoshida                                             | Unió SovièticaLarisa Bergen · Liudmila Chernyshova · Olga Kozakova · Natalya Kushnir · Nina Muradyan · Liliya Osadchaya · Anna Rostova · Lyubov Rudovskaya · Inna Ryskal · Lyudmila Shchetinina · Nina Smoleeva · Zoya Yusova                   | Corea del SudBaik Myung-Sun · Byon Kyung-Ja · Chang Hee-Sook · Jo Hea-Jung · Jung Soon-Ok · Lee Soon-Bok · Lee Soon-Ok · Ma Kum-Ja · Park Mi-Kum · Yoon Young-Nae · Yu Jung-Hyae · Yu Kyung-Hwa                                               |
| 1980 Moscou          | Unió SovièticaElena Akhaminova · Elena Andreiuk · Svetlana Badulina · Liudmila Chernyshova · Liubov Kozyreva · Lidia Loginova · Irina Makogonova · Svetlana Nikishina · Larisa Pavlova · Nadezhda Radzevich · Natalia Razumova · Olga Solovova | RDAKatharina Bullin · Barbara Czekalla · Brigitte Fetzer · Andrea Heim · Ute Kostrzewa · Heike Lehmann · Christine Mummhardt · Karin Püschel · Karla Roffeis · Martina Schmidt · Annette Schultz · Anke Westendorf                              | BulgàriaVerka Borisova · Tsvetana Bozhurina · Rositsa Dimitrova · Tanya Dimitrova · Maya Georgieva · Margarita Gerasimova · Tanya Gogova · Valentina Ilieva · Rumyana Kaisheva · Anka Khristolova · Sílvia Petrúnova · Galina Stancheva       |
| 1984 Los Angeles     | R.P. de la XinaHou Yuzhu · Jiang Ying · Lang Ping · Li Yanjun · Liang Yan · Su Huijuan · Yang Xiaojun · Yang Xilan · Zhang Rongfang · Zheng Meizhu · Zhou Xiaolan · Zhu Ling                                                                   | Estats UnitsJeanne Beauprey · Carolyn Becker · Linda Chisholm · Rita Crockett · Laurie Flachmeier · Debbie Green · Flo Hyman · Rose Magers · Kimberly Ruddins · Julie Vollertsen · Paula Weishoff · Susan Woodstra                              | JapóYumi Egami · Norie Hiro · Miyoko Hirose · Kyoko Ishida · Yoko Kagabu · Yuko Mitsuya · Keiko Miyajima · Kimie Morita · Kumi Nakada · Emiko Odaka · Sachiko Otani · Kayoko Sugiyama                                                         |
| 1988 Seül            | Unió SovièticaValentina Ogienko · Elena Volkova · Marina Kumysh · Irina Smirnova · Tatyana Sidorenko · Irina Perkhomchuk · Tatyana Krainova · Olga Shkurnova · Marina Nikulina · Elena Ovchinnikova · Olga Krivosheeva · Svetlana Korytova     | PerúLuisa Cervera · Alejandra de la Guerra · Denisse Fajardo · Miriam Gallardo · Rosa Garcia · Sonia Heredia · Katherine Horny · Natalia Malaga · Gabriela Pérez del Solar · Cecilia Tait · Gina Torrealva · Cenaida Uribe                      | R.P. de la XinaGuo-Jun Li · Hong Zhao · Yu-Zhu Hou · Ya-Jun Wang · Xi-Lan Yang · Huijuan Su · Ying Jiang · Yong-Mei Cui · Xiao-Jun Yang · Mei-Zhu Zheng · Dan Wu · Yue-Ming Li                                                                |
| 1992 Barcelona       | CubaRegla Bell · Mercedes Calderón · Magaly Carvajal · Marlenis Costa · Idalmis Gato · Lilia Izquierdo · Norka Latamblet · Mireya Luis · Tania Ortiz · Regla Torres                                                                            | Equip UnificatValentina Ogienko Natalia Morozova Marina Nikoulina Ielena Tiúrina Irina Smirnova Tatyana Sidorenko Tatiana Menchova Evgenya Artamonova Galina Lebedeva Svetlana Vassilevskaia Elena Tcheboukina Svetlana Koritova                | Estats UnitsLiane Sato · Paula Weishoff · Yoko Zetterlund · Elaina Oden · Kimberley Oden · Teee Sanders · Caren Kemner · Ruth Lawanson · Tammy Liley · Janet Cobbs · Tara Cross-Battle · Lori Endicott                                        |
| 1996 Atlanta         | CubaTaimaris Aguero · Regla Bell · Magaly Carvajal · Marlenis Costa · Ana Fernandez · Mirka Francia · Idalmis Gato · Lilia Izquierdo · Mireya Luis · Raisa O'Farrill · Yumilka Ruiz · Regla Torres                                             | R.P. de la XinaCui Yong-Mei · He Qi · Lai Yawen · Li Yan · Liu Xiaoning · Pan Wenli · Sun Yue · Wang Lina · Wang Yi · Wang Ziling · Wu Yongmei · Zhu Yunying                                                                                    | BrasilAna Ida Alvares · Leila Barros · Filo Bodziak · Hilma Caldeira · Ana Connelly · Marcia Cunha · Virna Dias · Ana Moser · Ana Sanglard · Helia Souza · Sandra Suruagy · Fernanda Venturini                                                |
| 2000 Sydney          | CubaTaimaris Aguero · Zoila Barros · Regla Bell · Marlenis Costa · Ana Fernandez · Mirka Francia · Idalmis Gato · Lilia Izquierdo · Mireya Luis · Yumilka Ruiz · Martha Sanchez · Regla Torres                                                 | RússiaEvgenya Artamonova · Anastassia Belikova · Lioubov Chachkova · Ekaterina Gamova · Elena Godina · Tatiana Gratcheva · Natalia Morozova · Olga Potachova · Inessa Sargsian · Elizaveta Tichtchenko · Ielena Tiúrina · Elena Vassilevskaia   | BrasilLeila Barros · Erika Coimbra · Janina Conceicao · Virna Dias · Kely Fraga · Ricarda Lima · Katia Lopes · Elisangela Oliveira · Walewska Oliveira · Karin Rodrigues · Raquel Silva · Helia Souza                                         |
| 2004 Atenes          | R.P. de la XinaChen Jing · Feng Kun · Li Shan · Liu Yanan · Song Nina · Wang Lina · Yang Hao · Zhang Na · Zhang Ping · Zhang Yuehong · Zhao Ruirui · Zhou Suhong                                                                               | RússiaEvgenya Artamonova · Lioubov Chachkova · Olga Chukanova · Ekaterina Gamova · Alexandra Korukovets · Olga Nikolaeva · Elena Plotnikova · Natalia Safronova · Marina Sheshenina · Irina Tebenikhina · Elizaveta Tishchenko · Ielena Tiúrina | CubaZoila Barros · Rosir Calderon · Nancy Carrillo · Ana Fernandez · Maybelis Martinez · Liana Mesa · Aniara Muñoz · Yahima Ortiz · Daymi Ramirez · Yumilka Ruiz · Marta Sanchez · Dulce Tellez                                               |
| 2008 Pequín          | BrasilWalewska Oliveira · Carolina Albuquerque · Marianne Steinbrecher · Paula Pequeno · Thaisa Menezes · Helia Souza · Valeska Menezes · Fabiana Claudino · Welissa Gonzaga · Jaqueline Carvalho · Sheilla Castro · Fabiana de Oliveira       | Estats UnitsOgonna Nnamani · Danielle Scott-Arruda · Tayyiba Haneef-Park · Lindsey Berg · Stacy Sykora · Nicole Davis · Heather Bown · Jennifer Joines · Kim Glass · Robyn Ah Mow-Santos · Kim Willoughby · Logan Tom                           | R.P. de la XinaWang Yimei · Feng Kun · Yang Hao · Liu Yanan · Wei Qiuyue · Xu Yunli · Zhou Suhong · Zhao Ruirui · Xue Ming · Li Juan · Zhang Na · Ma Yunwen                                                                                   |
| 2012 Londres         | BrasilFabiana Claudino · Dani Lins · Paula Pequeno · Adenízia da Silva · Thaísa Menezes · Jaqueline Carvalho · Fernanda Ferreira · Tandara Caixeta · Natália Pereira · Sheilla Castro · Fabiana de Oliveira · Fernanda Garay                   | Estats UnitsDanielle Scott-Arruda · Tayyiba Haneef-Park · Lindsey Berg · Tamari Miyashiro · Nicole Davis · Jordan Larson · Megan Hodge · Christa Harmotto · Logan Tom · Foluke Akinradewo · Courtney Thompson · Destinee Hooker                 | JapóHitomi Nakamichi · Yoshie Takeshita · Mai Yamaguchi · Erika Araki · Kaori Inoue · Maiko Kano · Yuko Sano · Ai Otomo · Risa Shinnabe · Saori Sakoda · Yukiko Ebata · Saori Kimura                                                          |
| 2016 Rio             | R.P. de la XinaDing Xia · Gong Xiangyu · Hui Ruoqi · Lin Li · Liu Xiaotong · Wei Qiuyue · Xu Yunli · Yan Ni · Yang Fangxu · Yuan Xinyue · Zhang Changning · Zhu Ting                                                                           | SèrbiaTijana Bošković · Jovana Brakočević · Bianka Buša · Tijana Malešević · Brankica Mihajlović · Jelena Nikolić · Maja Ognjenović · Silvija Popović · Milena Rašić · Jovana Stevanović · Stefana Veljković · Bojana Živković                  | Estats UnitsRachael Adams · Foluke Akinradewo · Kayla Banwarth · Alisha Glass · Christa Harmotto · Kimberly Hill · Jordan Larson · Carli Lloyd · Karsta Lowe · Kelly Murphy · Kelsey Robinson · Courtney Thompson                             |